# Enrique I de Lotaringia
Enrique I, conde palatino de Lotaringia desde 1045 hasta 1060, hijo de Hezzelin I y miembro de la dinastía ezónida.. Los historiadores le dan varios apodos a Enrique: Furioso (el violento/el loco), porque asesinó a su mujer; Monachus (el monje), porque se vio confinado en una abadía para tratar su insania.
Se casó alrededor de 1048 con Matilde de Verdún (n. alrededor de 1025, m. 27 de julio de 1060) hija del duque Gotelón de Lotaringia, y hermana del papa Esteban IX.
Recibió el castillo de Cochem, en el Mosale, de su sobrina, la reina Riquilda de Polonia. Fue elegido como sucesor del reino alemán durante la enfermedad del emperador Enrique III.
Poco después de 1058, Enrique empezó a mostrar signos de locura, por lo que se vio confinado a la abadía de Gorze.. Sin embargo, escapó, cuando oyó que su esposa Matilde tenía un lío amoroso con uno de sus parientes, y la mató con un hacha (27 de julio de 1060). Enrique entonces fue definitivamente encerrado en la abadía de Echternach, donde murió en 1061. Su cargo y sus condados fueron confiscados por Anno II, arzobispo de Colonia, quien se convirtió en guardián de su único hijo, el posterior conde palatino Germán II (1064-1085).